# Rio Aure
Aure é um rio localizado na França.